# Comuna Polovragi, Gorj
Polovragi este o comună în județul Gorj, Oltenia, România, formată din satele Polovragi (reședința) și Racovița.
Se află la o distanță de 50 km de Târgu Jiu și 60 km de Râmnicu Vâlcea.

## Localizare

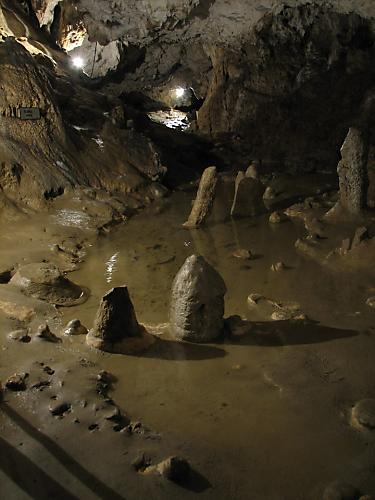
Peștera Polovragi.

Comuna Polovragi este așezată în Depresiunea Polovragi, depresiune situată în partea central sud-vestică a țării, făcând parte din Depresiunea Subcarpatică Olteană cuprinsă între Bistrița Vâlcii și Tismana. Accesul în localitate se face foarte ușor fiind străbătută de DN67 (Târgu Jiu–Râmnicu Vâlcea) la sud și de drumul județean 665 desprins din DN67 pe traseul Horezu – Vaideeni – Polovragi – Novaci – Bumbești Jiu.

## Etimologie
Denumirea localității, toponimie românească cu rezonanță particulară, a dat naștere la multe interpretări. Unii au pus-o în legătură cu o plantă numită povragă sau polvragă, folosită ca medicament; alții au derivat-o de la un cuvânt grecesc compus, care ar însemna mult stâncoasă (Ghenadie Enăceanu); sau de la cuvintele slave indicând o jumătate de vale cu maluri râpoase (Iorgu Iordan); iar alții au văzut în ea o vale diabolică sau o câmpie vrăjită (Aurelian Sacerdoteanu). Cu toate acestea n-ar fi exclus ca denumirea să fie de origine geto-dacă, cuprinzând în sine o criptogramă nedescifrată încă, referitoare la credințele religioase și practicile medicale răspândite în viața strămoșilor noștri.

## Istorie
Zona, se caracterizează printr-o străveche locuire, fapt dovedit de numeroase cercetări arheologice. S-a descoperit o așezare dacică cu două nivele, datând din sec. II – I î. Hr. Un nivel al așezării era situat la înălțime pe Platoul Padeșului și al Crucii lui Ursache și funcționa ca o cetate de refugiu. Un alt nivel, jos, în apropiere de ieșirea Oltețului din Chei, în punctul numit “Gura Pietrei”, nivel ce funcționa ca așezare civilă.
Începând cu secolul al XIV–lea, sub protecția tânărului stat feudal Țara Românească se afirmă în întreaga zona subcarpatică o puternică viață economică prin introducerea în circuitul productiv a tuturor resurselor naturale și prin circulația bunurilor materiale transilvănene și sud-dunărene. Deși existau cu multă vreme în urmă, sunt atestate documentar toate așezările din zonă, începând cu anul 1480 (Polovragi și Baia de Fier), apoi Racovița (1502) și Cernadia (1587). Documentele respective arată aceste sate, până atunci libere, devin cu timpul proprietate feudală (domnească, boierească și apoi mânăstirească).

## Economie
Comuna Polovragi este cunoscută ca centru etnografic și istoric. Din punct de vedere al ocupațiilor tradiționale, Polovragiul este cunoscut ca zonă de practicare a pomiculturii, creșterea animalelor, artă populară tradițională (cusături – țesături, sculptură în lemn, cioplitură în lemn, împletituri), exploatarea și prelucrarea lemnului. Creșterea ovinelor și bovinelor continuă să reprezinte emblema locului. De asemenea trebuie remarcată poziția privilegiată din nordul Olteniei unde există cea mai mare concentrare de mânăstiri din țară, majoritatea din ele aflându-se în aproprierea Polovragiului.

## Demografie
Componența etnică a comunei Polovragi
     Români (77,79%)
     Romi (17,75%)
     Alte etnii (0%)
     Necunoscută (4,46%)
Componența confesională a comunei Polovragi
     Ortodocși (94,47%)
     Alte religii (0,97%)
     Necunoscută (4,57%)
Conform recensământului efectuat în 2021, populația comunei Polovragi se ridică la 2.693 de locuitori, în scădere față de recensământul anterior din 2011, când fuseseră înregistrați 2.820 de locuitori. Majoritatea locuitorilor sunt români (77,79%), cu o minoritate de romi (17,75%), iar pentru 4,46% nu se cunoaște apartenența etnică. Din punct de vedere confesional, majoritatea locuitorilor sunt ortodocși (94,47%), iar pentru 4,57% nu se cunoaște apartenența confesională.

## Politică și administrație
Comuna Polovragi este administrată de un primar și un consiliu local compus din 11 consilieri. Primarul, Gheorghe Epure[*], de la Partidul Social Democrat, este în funcție din 2016. Începând cu alegerile locale din 2024, consiliul local are următoarea componență pe partide politice:
|  | Partid                          | Consilieri | Componența Consiliului | Componența Consiliului | Componența Consiliului | Componența Consiliului |
|  | ------------------------------- | ---------- | ---------------------- | ---------------------- | ---------------------- | ---------------------- |
|  | Partidul Social Democrat        | 4          |                        |                        |                        |                        |
|  | Alianța pentru Unirea Românilor | 3          |                        |                        |                        |                        |
|  | Partidul Național Liberal       | 2          |                        |                        |                        |                        |
|  | Uniunea Salvați România         | 1          |                        |                        |                        |                        |
|  | Partidul Ecologist Român        | 1          |                        |                        |                        |                        |

## Personalități
- Traian T. Coșovei (1954 - 2014), poet, membru al Uniunii Scriitorilor din România.

## Vezi și
- Biserica de lemn din Polovragi
- Biserica bolniță a mănăstirii Polovragi
- Mănăstirea Polovragi
- Nordul Gorjului de Est (sit de importanță comunitară)